# Association internationale des critiques d'art
L'Association internationale des critiques d'art, (AICA) est  une ONG créée en 1950, sous le patronage de l’UNESCO, dans le but de renforcer mondialement la libre expression de la critique d’art et d’en assurer la diversité. Son bureau se situe à Paris, en France. Il représente et promeut les activités de près de 5 000 membres en 2020 répartis dans les 63 sections nationales. Son fonctionnement est entièrement financé par les cotisations de ses membres, membres honoraires et bienfaiteurs.

## Histoire
Vers la fin des années 1940, un groupe de critiques et d’historiens d’art (qui s’étaient joints aux conservateurs de musées d’art moderne), mené par le Tchécoslovaque Mojmír Vanĕk (responsable de la section des Beaux-arts de la Commission préparatoire de l’UNESCO fondée en novembre 1945) se réunit dans les locaux de l’UNESCO pour y organiser deux congrès en 1948 et 1949.
Il s'agit de « confronter les points de vue sur la vocation de la critique d’art, d’analyser ses responsabilités réciproques face aux artistes et au public et de souligner la nature spécifique de ses contributions dans le champ de l’histoire de l’art ». Provenant du monde entier, ce groupe réunit : André Chastel, Jorge Juan Crespo de la Serna (en), Pierre Courthion, Charles Estienne, Chou Ling, Miroslav Míčko (cs), Sérgio Milliet, Marc Sandoz, Gino Severini, James Johnson Sweeney, Albert Tucker, Lionello Venturi, Eduardo Vernazza (en), Marcel Zohar, Paul Fierens, Herbert Read, etc.
Le premier congrès se déroule du 21 au 28 juin 1948. L'URSS et la RDA ne participent pas à l'évènement. Le congrès est présidé par le Belge Paul Fierens. Les discussions portent sur l'information et la logistique dans le monde de l'art, et le rôle du critique d'art dans la société, sans se limiter à l'art contemporain. Les membres présents ont ensuite prêté allégeance à la liberté d'expression, instrument contre les régimes fascistes, et à « leur admiration pour la France et leur gratitude à la Ville de Paris pour sa réception ». L'Italien Guido Lodovico Luzzatto qualifia le congrès de « jugement de Paris », ce à quoi Jean Cassou répond « Paris ne confond pas universalisme et impérialisme ».
Les statuts de l'association sont fixés lors du deuxième congrès de 1949. En parallèle, l'UNESCO crée en 1946 le Conseil international des musées. L'objectif de l'UNESCO est d'orienter l'interprétation de l'art auprès du public, d'« éduquer la sensibilité et le goût ».
Les années suivantes, le congrès de l'AICA se déroule à Istanbul (1954), Dubrovnik (1956), Mexico (1962), Tel Aviv (1963), Prague (1966), Kinshasa (1973). La plupart des archives sur les congrès proviennent de la revue Arts, d'articles signés par les protagonistes de l'AICA. En novembre 2017, l'AICA organise son 50e congrès à Paris.
Jusqu'en 1963, l'AICA constitue un fonds de catalogues et d'ouvrages déposé à la Bibliothèque Forney.
De 1991 à 1997, l'AICA est dirigée par la critique d'art Anne Dagbert qui a rédigé l'historique de l'association. En 1996, l'AICA dépose une grande partie de ses archives, qui occupent 19 mètres linéaires d’étagères, aux Archives de la critique d'art à Châteaugiron créées en 1989.
En septembre 2015, l'université Rennes-II s'associe à d'autres institutions et culturelles en France pour mener un programme de recherche de trois ans sur les fonds d'archives de l'AICA 1948-2003. Il s'agit du premier projet d'historisation globale des archives de l'AICA.

## Objectifs
En 2003, l'AICA se fixe pour objectif de promouvoir la critique d’art en tant que discipline et contribuer à sa méthodologie, de protéger les intérêts moraux et professionnels des critiques d’art en faisant valoir en commun les droits de tous ses membres, de maintenir une liaison permanente entre ses membres avec l’aide des technologies disponibles et en encourageant les rencontres internationales, de contribuer à la compréhension mutuelle des arts visuels et de l’esthétique de toutes les cultures, de favoriser les relations professionnelles au-delà des limites politiques, géographiques, ethniques, économiques ou religieuses, de défendre impartialement la liberté d’expression et de pensée et s’opposer à toute censure arbitraire.

## Organisation

### AICA-France
Le bureau en exercice de la section française de l’AICA est mandaté par le vote de l’assemblée générale du 4 juillet 2018 pour une durée de trois ans.   Élisabeth Couturier présida AICA France pendant 2 mandats de trois ans. Elle devient membre honoraire. Fabien Simode est le président depuis 2024. Le bureau est dorénavant composé de François Salmeron, vice-président, de Léo Marin, vice-président et de Clare Mary Puyfoulhoux, secrétaire. 
La section France compte en 2020, 547 membres adhérents.

### AICA-Internationale
Le philosophe belge René Berger était le président d’honneur de l'AICA jusqu'à sa mort en 2009.

## Prix

### Prix AICA France
Chaque année depuis 2013, l'AICA décerne le prix AICA (France) à de jeunes critiques d'art talentueux. Le concours emprunte la méthode des Pecha Kuchas (vingt images commentées chacune vingt secondes) pour faire participer chaque candidat,. Liste des récipiendaires :
- 2024 : Clémentine Mercier[10] ;
- 2023 : Elora Weill-Engerer[11] ;
- 2022 : Marc Donnadieu[12] ;
- 2021 : Camille Bardin ;
- 2020 : Chris Cyrille[13] ;
- 2019 : Florian Gaité[14] ;
- 2018 : Numa Hambursin[14] ;
- 2017 : Rahma Khazam[15] ;
- 2016 : J. Emil Sennewald[16] ;
- 2015 : Klaus Speidel[17], pour son travail avec l’œuvre du photographe Jean-François de Witte;
- 2014 : Marc Lenot[18].

### Prix AICA international
L'AICA Internationale décerne le prix AICA (International) sur la base des mêmes critères d'évaluation que le prix AICA France. Liste des récipiendaires :
- Franck Hermann Ekra (Côte d'Ivoire) ;
- Alessandra Simões Paiva (Brésil) ;
- Sebastian Baden (Allemagne) ;
- Lee Sun Young (Corée du Sud) ;
- Victor Wang (Canada/Grande-Bretagne).